# Ester Ledecká
Ester Ledecká (Prága, 1995. március 23. –) háromszoros olimpiai bajnok cseh alpesisíző és snowboardos. Az első cseh, aki megnyerte a Nemzetközi Síszövetség világkupa-sorozatát. A 2018. évi téli olimpiai játékokon aranyérmet nyert női alpesisí szuperóriás-műlesiklásban és snowboard parallel giant slalomban is.

## Pályafutása
A 2012-13-as világkupa-sorozatban érte el első nemzetközi eredményeit, ahol snowboard parallel giant slalomban 13. lett. 2013 márciusában, 17 éves korában Ledecká aranyat nyert snowboard parallel slalom versenyszámban a junior korúak világbajnokságán.
2013-ban az év junior korú sportolója lett Csehországban.
A 2013-14-es snowboard-világkupán második helyen végzett Patrizia Kummer mögött az osztrák Bad Gasteinben megrendezett parallel slalomban. A szlovéniai Roglában a párhuzamos óriás-műlesiklás versenyszámban aranyérmet nyert, így első cseh versenyzőként nyerte meg a szakági világkupát, összességében pedig a harmadik cseh hódeszkás Világkupa-győztes lett.
A 2014-es téli olimpián február 19-én a snowboard parallel giant slalom versenyszámában a negyeddöntőig jutott, ott Kummer ellen maradt alul. Az olimpiát megelőzően szerette volna elérni, hogy alpesisíben is indulhasson, de a Nemzetközi Síszövetség elutasította a kérését, pedig a tornát megelőzően a The Daily Telegraph szakírója, Andrew Lawton is megemlítette Ledecká nevét, kiemelve az alpesisíben addig elért eredményeit.
Ledecká a snowboard-pályafutását az alpesi síeléssel kombinálta: 2016 februárjában debütált a szakági Világkupa-sorozatban; 24. helyen végzett Garmisch Classicon. Négy első világbajnoki futamában négy pontot ért el. Ekkor nyilatkozta, hogy a 2018-as olimpián mindkét versenyszámában rajthoz szeretne állni.
2017-ben ő lett a világbajnokságok történetének első síelője, aki síelésben és snowboardban is rajthoz állt. Snowboard párhuzamos óriás-műlesiklásban arany-, snowboard párhuzamos műlesiklásban pedig ezüstérmet szerzett.
A 2018-as téli olimpiára mindkét számában kvalifikált, és február 17-én a játékok egyik legnagyobb meglepetését szerezve egy századmásodperccel megelőzve az osztrák Anna Veithet olimpiai bajnok lett szuperóriás-műlesiklásban. Ezzel ő lett a legsikeresebb cseh alpesisíző, az olimpiai bronzérmes Olga Charvátovát megelőzve. A BBC Ledecká győzelmét „minden idők legszebb olimpiai történetének” nevezte. Február 24-én hódeszkában parallel giant slalomban is aranyérmet nyert. Ő lett az első, aki egy téli olimpián két különböző sportágban is olimpiai bajnok lett.

## Magánélete
Ledecká Prágában született Zuzana Ledecká és Janek Ledecký gyermekeként. Apja az egyik legismertebb cseh énekes. Sportolócsaládból származik: nagyapja az egykori jégkorongjátékos és kétszeres olimpiai érmes Jan Klapáč. Négy éves korában előbb ő is ezt a sportágat próbálta ki, mielőtt síelni kezdett volna. Hobbijai közé tartozik a gitározás és az éneklés. Nyári sportokat is űz, rendszeresen strandröplabdázik és szörföl.